# K. Beringen-Heusden-Zolder
Koninklijke Beringen-Heusden-Zolder – belgijski klub piłkarski z siedzibą w Heusden-Zolder i Beringen. Klub działał w latach 1936-2006.

## Historia
Klub SK Heusden został założony w 1936. Wkrótce zmienił nazwę na KSK Heusden. Przez wiele lat klub występował w ligach lokalnych. W 1999 klub połączył się z KFC Helzold tworząc K. Heusden-Zolder SK. W 2000 klub awansował do drugiej ligi, a w 2003 do pierwszej ligi. Pobyt w pierwszej lidze trwał tylko sezon i po zajęciu przez Heusden-Zolder 17 miejsca klub został zdegradowany.
1 lipca 2005 klub połączył się z KVK Beringen (który był spadkobiercą klubu Beringen FC), tworząc K. Beringen-Heusden-Zolder. Wobec problemów finansowych klub został zdegradowany do trzeciej ligi w 2006, a parę miesięcy później zlikwidowany.

## Sukcesy
- 1 sezon w Eerste klasse: 2003–2004.
- mistrzostwo Tweede klasse: 2003.
- mistrzostwo Derde klasse: 1999

## Zawodnicy
| - Jacky Peeters - Mike Mampuya - Davy Oyen - Logan Bailly - Igor De Camargo - Dennis Souza - Takayuki Suzuki - Éric Matoukou | - Souleymane Oularé - Ousmane N’Gom Camara - Kader Camara - Franck Atsou - Désiré Mbonabucya - Mike Okoth Origi - Dieudonné Kalulika |